# Some Liar
Some Liar is een Amerikaanse filmkomedie uit 1919 onder regie van Henry King.

## Verhaal
Robert Winchester Tabb is een handelsreiziger in wiegen en lijkkisten met een voorliefde voor sterke verhalen. In een stadje in Arizona maakt hij kennis met Celie Sterling. Zij zal een lijkkist van Robert kopen, mits hij Sheldon Lewis Kellard vermoordt, die bezwarende documenten tegen haar vader in bezit heeft. Hij krijgt het bovendien aan de stok met High Spade McQueen.

## Rolverdeling
| Acteur            | Personage                |
| ----------------- | ------------------------ |
| William Russell   | Robert Winchester McTabb |
| Eileen Percy      | Celie Sterling           |
| Heywood Mack      | Sheldon Lewis Kellard    |
| J. Gordon Russell | High Spade McQueen       |
| John Gough        | Loco Ike                 |